# Општина Грождибоду (Олт)
Грождибоду (рум. Grojdibodu) општина је у Румунији у округу Олт.
Oпштина се налази на надморској висини од 47 m.